# Сделка (фильм, 1985)
«Сделка» — советский художественный фильм 1985 года режиссёра Михаила Ведышева, его дебютный полнометражный фильм.

## Сюжет
Водитель-дальнобойщик Чако за приличную сумму денег соглашается под видом напарника перевезти через границу одного человека. Этот незнакомец — Мигель, лидер революционного движения, которому когда-то удалось бежать из тюрьмы и скрыться за границей. А теперь он возвращается на родину, чтобы продолжить борьбу. Чако с непониманием и даже презрением смотрит на своего «напарника». Чако — простой и грубоватый шофёр из тех кого называют «средними обывателями» и его никогда не интересовала и не интересует политика. Его мечта — собственная бензоколонка с баром, на которую он всю жизнь копил деньги, и уже близок к цели, а сумма за это дело окончательно приведут его к его мечте. Однако эта поездка сложится так, что Чако теряет интерес к деньгам.

## В ролях
- Элгуджа Бурдули — Чако
- Борис Плотников — Мигель
- Ия Нинидзе — Мария
- Сергей Максачев — Хуан
- Владимир Сошальский — Суарес
- Александр Краснов — Педро
- Фархад Юсуфов — Рауль

## Критика
И был бы неплохой фильм, если бы мы ничего не знали режиссёре Ведышеве. Профессиональный, хорошо снятый, без развесистой клюквы, с убедительными героями и прочерченными отношениями. Но кто смотрел дипломный фильм Ведышева «Очерки бурсы», фильм с отпечатком истинной режиссерской индивидуальности а не просто свидетельство знания ремесла, тот не узнает режиссера в элегантном, в серебристо-серой гамме, чуточку усталом политическом детективе.— Людмила Донец, журнал «Искусство кино», № 9, 1986

Режиссёр М. Ведышев и актёры Э. Бурдули и Б. Плотников, исполнивший роль Мигеля с присущей ему простотой и выразительностью, стремились показать духовное перерождение Чако под влиянием своего пассажира, как постепенный, длительный процесс, тогда как сценарий Р. Фаталиева давал основания лишь для демонстрации результата как такового. Досадную нехватку драматургического материала, его очевидные просчёты, к сожалению, не удалось восполнить до конца. И всё же в главном фильм состоялся как эмоциональный, страстный рассказ.— Марк Левитин, газета «Советская культура», 8 февраля 1986

## Фестивали
Фильм получил второй приз на Международном кинофестивале в Гаване (1985).